# Yên Vân thập lục châu
Yên Vân thập lục châu (Chữ Hán: 燕雲十六洲, Bính âm Hán ngữ: Yán Yun shíliù zhōu) bao gồm mười sáu châu phía bắc (nay thuộc các tỉnh Sơn Tây, Hà Bắc) mà Hậu Tấn Cao Tổ Thạch Kính Đường đã cắt cho nhà Liêu của người Khiết Đan để trả ơn việc vua Liêu đã phái đại quân giúp ông ta lật đổ nhà Hậu Đường và giành được ngai vàng.

## Bối cảnh
Những cuộc khởi nghĩa nông dân nổ ra cuối triều Đường đã khiến triều đình suy yếu nghiêm trọng và diệt vong. Năm 907, Chu Ôn phế bỏ Đường Ai Đế, kiến lập nhà Nhà Hậu Lương. Tình trạng phiên trấn cát cứ cuối thời Đường dần chuyển biến thành cục diện chiến tranh hỗn loạn của thời kì Ngũ Đại Thập Quốc, một thời kỳ thường phát sinh tình huống phản biến đoạt vị, dẫn đến chiến loạn không ngừng nghỉ, những người thống trị phần nhiều là trọng võ khinh văn. Những phiên trấn ở các địa phương đều có thế lực nhất định, đã nhân cơ hội xây dựng các vương triều của riêng mình.
Năm 923, vua nhà Hậu Đường là Lý Tồn Úc dẫn đại quân tiêu diệt nhà Hậu Lương. Đến năm 936, đến lượt Hậu Đường bị lật đổ bởi chính con rể của Hậu Đường Minh Tông là Thạch Kính Đường. Thạch Kính Đường đã liên kết với người Khiết Đan ở phía bắc để xin viện binh, với giao ước cắt đất 16 châu phía bắc cho Liêu nếu thắng lợi. Khẩn thiết hơn, Kính Đường đã 45 tuổi, xin gọi vua Liêu Gia Luật Đức Quang mới 34 tuổi làm "cha". Lưu Tri Viễn khi đó là thuộc hạ của Thạch Kính Đường khuyên ông ta chỉ nên xưng thần và tặng tài vật cho người Khiết Đan là đủ; nhận nghĩa cha con thì thật quá đáng, còn việc cắt đất sợ sau này sẽ phát sinh đại họa cho Trung Nguyên. Nhưng Thạch Kính Đường quá mong muốn làm vua nên không nghe theo. Năm 936, liên quân Khiết Đan-Hậu Tấn diệt được Đường Phế Đế. Hoàng đế Lý Tòng Kha của triều Hậu Đường cùng hoàng hậu, thái hậu lên lầu Huyền Vũ tại kinh thành tự thiêu. Thạch Kính Đường lên ngôi, lập ra nhà Hậu Tấn, chính thức cắt đất Yên Vân cho Liêu.

## Giới hạn lãnh thổ
Yên Vân thập lục châu bao gồm toàn bộ phần phía bắc và trung bộ Sơn Tây, Hà Bắc; là một dải đất từ Lô Long đến phía bắc Nhạn Môn Quan, bao gồm toàn bộ 11 châu của Lô Long quân Tiết độ sứ và 5 châu của Hà Đông quân Tiết độ sứ, gồm các châu:
- U Châu, nay là Bắc Kinh, sau nhà Liêu đổi tên thành Yên Kinh
- Trác Châu, nay là Trác Châu, Hà Bắc
- Doanh Châu, nay là huyện Hà Giản, Hà Bắc
- Mạc Châu, nay là Nhâm Khâu, Hà Bắc
- Đàn Châu, nay là Mật Vân, đông bắc Bắc Kinh
- Kế Châu, nay là huyện Kế, Hà Bắc
- Thuận Châu, nay là Thuận Nghĩa, đông nam Bắc Kinh
- Úy Châu, nay là huyện Huyện Uy, Hà Bắc
- Tân Châu, nay là huyện Trác Lộc, Hà Bắc
- Quy Châu, nay là huyện Hoài Lai, Hà Bắc
- Nho Châu, nay là huyện Diên Khánh, Bắc Kinh
- Vũ Châu, nay là huyện Tuyên Hóa, Hà Bắc
- Sóc Châu, nay là Sóc Thành, Sơn Tây
- Vân Châu, nay là thành phố Đại Đồng, Sơn Tây
- Ứng Châu, nay là huyện Ứng, Sơn Tây

- Hoàn Châu, nay là phía đông Sóc Châu, Sơn Tây

## Hậu quả
Việc làm cung kính ngoại bang và nhất là cắt đất phía bắc của Thạch Kính Đường bị các nhà sử học Trung Quốc phê phán mạnh mẽ, coi là thủ phạm bán nước dẫn đến việc xâm lấn, chiếm đóng của các ngoại tộc nối tiếp nhau (Khiết Đan, Đảng Hạng, Nữ Chân, Mông Cổ) ở phía bắc Trung Quốc suốt hơn 400 năm, từ thời Hậu Tấn cho đến thời Nhà Minh, mà các chính quyền cai trị Trung nguyên không thể nào lấy lại được.
Sau khi Nhà Tống được thành lập năm 960, Tống Thái Tổ Triệu Khuông Dận và Tống Thái Tông Triệu Khuông Nghĩa ra sức điều quân chiếm lại Yên Vân thập lục châu nhưng bất thành. Khu vực này từ thời Hán, Đường đã là nơi chuyên cung cấp chiến mã và kỵ binh cho đế quốc, một lực lượng đem lại sức mạnh bất ngờ trong chiến đấu và có khả năng truy kích kẻ thù cũng như rút lui nhanh nhẹn. Việc làm này đã làm cho nhà Tống thiếu đi một sức mạnh to lớn cho quân đội, lúc nào cũng phải ở vào thế bị động phòng thủ trước các cuộc tấn công của các nước Liêu Hạ và phải chống lại bằng nỏ cứng và pháo binh, nếu quân Tống rời khỏi thành trì để giao chiến hay truy kích quân địch thì thất bại gần như không tránh khỏi. Vì thế nên suốt đời Thái Tổ luôn muốn khôi phục 16 châu Yên Vân, còn hứa tướng nào làm được sẽ phong vương. Tuy nhiên các lần bắc phạt của ông đều thất bại do thiếu 1 đội kỵ binh đủ mạnh để ngăn được sự tiếp viện của quân Liêu. Nhà Tống không bao giờ có thể lấy lại được 16 châu Yên Vân. Hơn thế nữa, Yên Vân thập lục châu lại nằm trong Vạn lý trường thành và trên khu vực này có rất nhiều thành trì và quan ải chiến lược có ý nghĩa vô cùng to lớn trong việc phòng thủ chống lại các dân tộc du mục phương Bắc suốt từ thời Tần-Hán. Việc mất đi khu vực này trở thành một nguyên nhân chính khiến khả năng phòng thủ của Trung Nguyên suy yếu trước người Khiết Đan trong thế kỷ sau đó, khiến cho Trung nguyên bị uy hiếp nghiêm trọng và nhà Bắc Tống luôn bị động trước quân Liêu. Những nỗ lực cuối cùng của Bắc Tống nhằm thu phục Yên Vân thập lục châu dẫn đến kết quả là cả Liêu và Bắc Tống đều bị người Nữ Chân tiêu diệt, nhà Kim (tiền thân của triều đại Mãn Thanh) và Nam Tống ra đời.